# Quechuadunbena
Quechuadunbena (Haplophaedia assimilis) är en fågel i familjen kolibrier.

## Utbredning och systematik
Quechuadunbena delas in i två underarter:
- H. a. assimilis – förekommer på Andernas östsluttning i södra Peru och Bolivia (från Cuzco söderut till Cochabamba)
- H. a. affinis – förekommer på Andernas östsluttning i norra och centrala Peru (från sydöstra Amazonas söderut till Huánuco)

## Status och hot
Arten har ett stort utbredningsområde, men tros minska i antal, dock inte tillräckligt kraftigt för att den ska betraktas som hotad. Internationella naturvårdsunionen IUCN listar arten som livskraftig (LC).